# Trichodelitschia
Trichodelitschia of Mesthaarbolletje is een geslacht van schimmels behorend tot de familie Phaeotrichaceae. De wetenschappelijke naam van het geslacht werd voor het eerst in 1953 geldig gepubliceerd door Munk. De typesoort is het tweeledig mesthaarbolletje (Trichodelitschia bisporula).

## Soorten
Volgens Index Fungorum telt het geslacht vijf soorten (peildatum oktober 2020):
| Soortnaam                                                  | Auteur(s)                    | Publicatiejaar |
| ---------------------------------------------------------- | ---------------------------- | -------------- |
| Trichodelitschia adelphica                                 | Luck-Allen                   | 1970           |
| Trichodelitschia bisporula (Tweeledig mesthaarbolletje)    | (P. Crouan & H. Crouan) Munk | 1953           |
| Trichodelitschia lundqvistii (Smalsporig mesthaarbolletje) | N. Heine & P. Welt           | 2007           |
| Trichodelitschia microspora                                | Ebersohn & Eicker            | 1992           |
| Trichodelitschia munkii                                    | N. Lundq.                    | 1964           |